# Évolution chez les larves
La larve est généralement définie comme étant le stade de développement entre le moment de l’éclosion, la fin du stade embryonnaire, et le stade adulte. Plusieurs groupes de métazoaires possèdent des larves avec des morphologies et modes de vie très différents les uns des autres. Toutefois, les larves de métazoaires occupent généralement une niche écologique différente de celle du stade adulte et elles sont également morphologiquement différentes; c’est-à-dire qu’elles possèdent un plan corporel distinct des adultes. Le stade larvaire sous-entend automatiquement qu’il doit y avoir une ou plusieurs métamorphoses importantes pour mener au stade adulte.

## Évolution

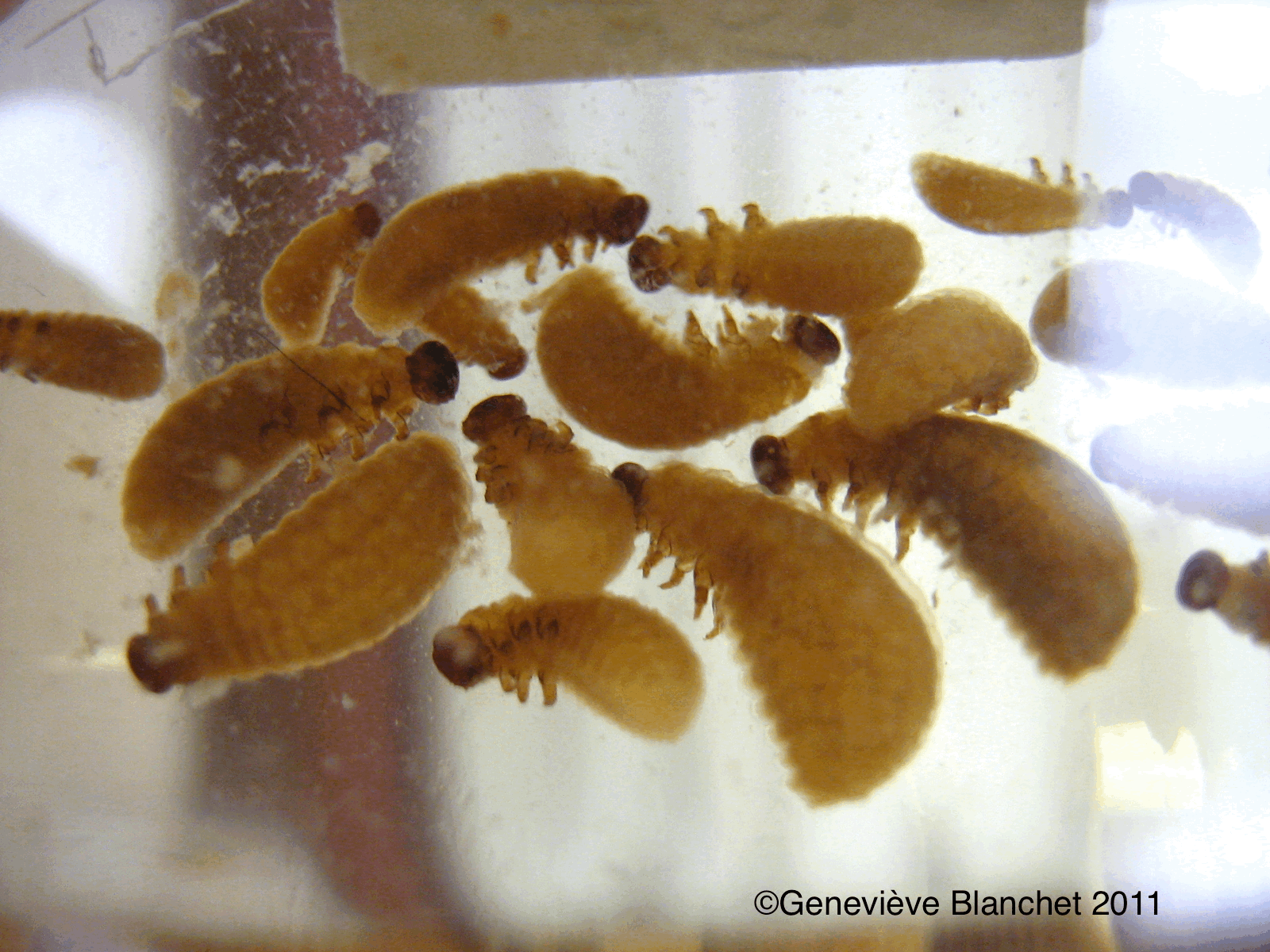
Larve de scarabée

La larve ayant une histoire naturelle distincte de son stade adulte, elle est soumise à des pressions naturelles différentes et possède donc sa propre histoire évolutive. L’évolution adaptative des formes larvaires des métazoaires s’appelle la caenogénèse. Il est toutefois important de ne pas confondre la caenogénèse avec la récapitulation. En général, l’histoire évolutive des larves ne représente pas les différents stades ancestraux de l’espèce en question. En fait, l’hypothèse la plus commune sur l’apparition du stade larvaire dans l’évolution serait que ce stade se soit intercalé entre l’embryon et le stade adulte plutôt qu’être une forme adulte ancestrale.
La caenogénèse n’est donc pas une source fiable pour l’étude des relations phylogéniques, mais est tout de même une source d’information sur l’évolution de l’espèce et des métazoaires. En effet, les types de larves peuvent être séparés entre deux groupes; la larve trochophore et la larve dipleurula (syn. pluteus). Les larves trochophores appartiennent aux protostomiens caractérisés par un développement embryonnaire avec clivage spiralé. La larve trochophore serait le type de larve ayant appartenu au dernier ancêtre commun des chordés et arthropodes. Quant à elles, les larves dipleurula appartiennent aux deutérostomiens. L’hypothèse prédominante est donc que la divergence des deutérostomiens ait été causée par l’évolution de la larve trochophore (protostomien) en larve dipleurula (deutérostomien).
L’histoire évolutive des différentes espèces larvaires diffère grandement. Selon l’espèce, différents processus influencent l’évolution ontogénique des larves. Certaines larves voient leur ontogénie influencée par des gènes maternels comme chez les oursins (échinodermes), les facteurs de transcription comme chez les insectes ou bien encore par l’hormone thyroïdienne comme chez les amphibiens.

### Oursins

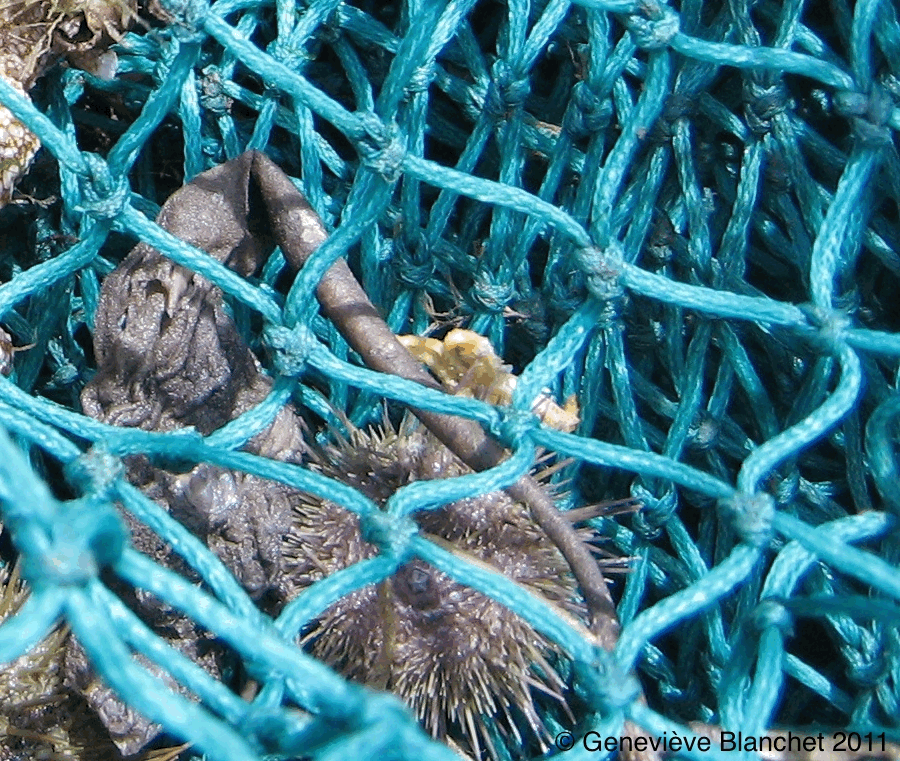
Les oursins adultes peuvent avoir une morphologie similaire, mais avoir des larves complètement différentes selon l'espèce.

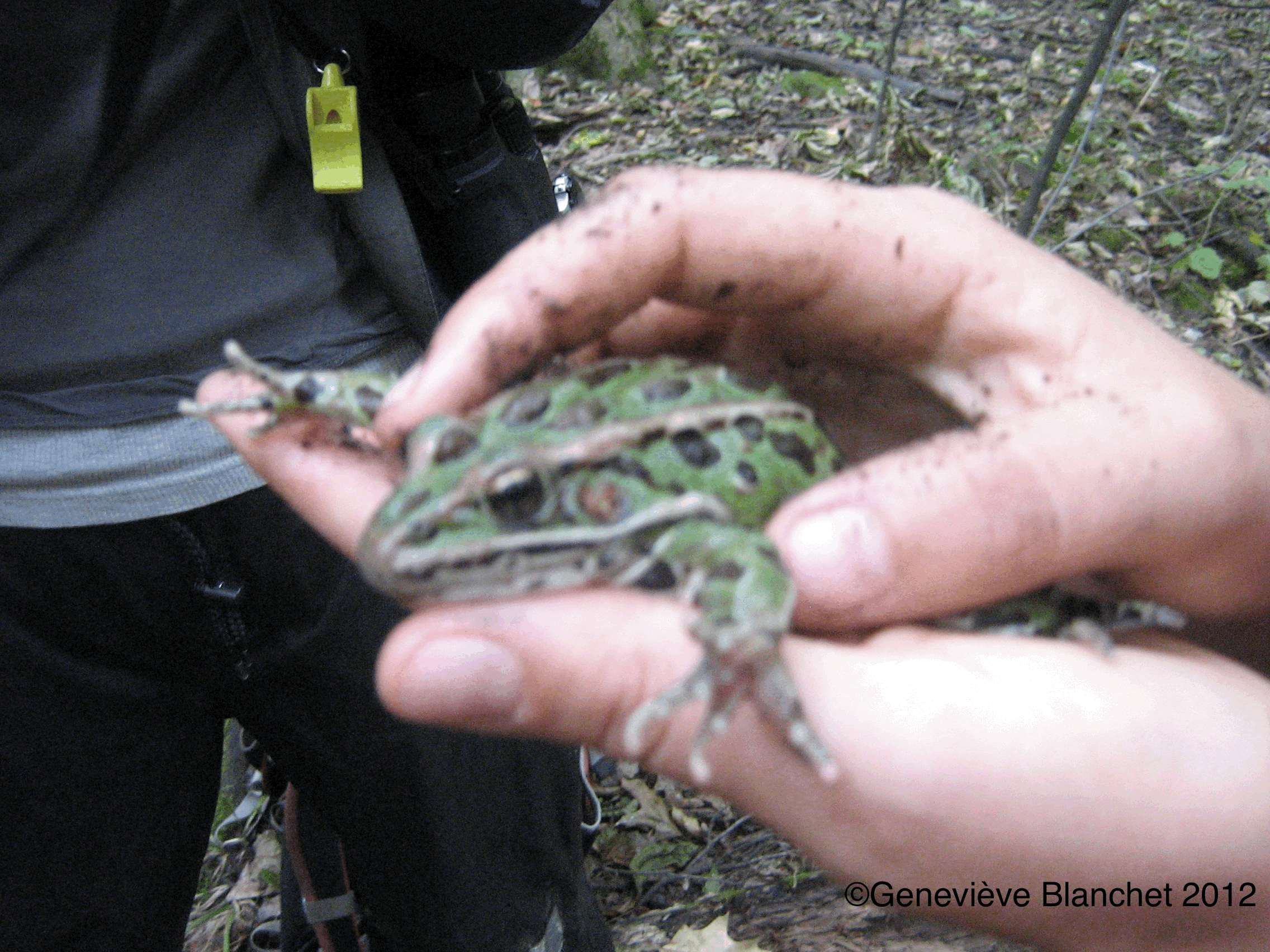
Grenouille léopard adulte

Les oursins sont des modèles très utilisés pour l’étude de l’évolution du développement larvaire. Les oursins possèdent deux modes de développement larvaire menant à des formes adultes similaires, voire identiques. Le mode de développement direct contient une larve ovoïde (parfois référée par sa forme en « baril ») ayant une symétrie bilatérale. Les oursins ayant un mode de développement direct ont un stade larvaire qui ne possède ni bouche, ni système digestif fonctionnel et qui ne se nourrit donc pas. Ce stade larvaire est de courte durée et la métamorphose en sa forme adulte se fait rapidement.
Le deuxième mode de développement chez les oursins est dit indirect. Les larves d’espèces avec développement indirect possèdent aussi une symétrie bilatérale, mais également huit bras, une bouche, un système digestif et bande ciliaire complète. Ce type de larve peut se déplacer dans la colonne d’eau et se nourrir par filtration. Ce type de larve est nommé pluteus. Selon les données phylogénétiques, c’est la larve pluteus qui était la forme ancestrale des premières larves d’oursins.

L’évolution de la larve pluteus en larve ovoïde est causée par plusieurs hétérochronies dans le développement des différents axes corporels. Chez les deux types de larves (directe et indirecte), le développement de l’axe animal-végétal (A-V) lors du clivage embryonnaire est conservé et prédéterminé maternellement. Toutefois, les axes dorso-ventral (D-V) et gauche-droite (G-D) sont déterminés par l’embryon; ce qui laisse place a plus de flexibilité dans l’évolution du développement des structures le long de ces axes. Chez la larve pluteus le gène nodal détermine d’abord l’axe D-V puis joue ensuite un rôle dans le développement des structures le long de l’axe G-D. Chez Heliocidaris erythrogramma, une espèce avec un développement direct, il y a eu des modifications chez les gènes en aval du gène nodal ce qui a mené à des modifications au long de l’axe D-V. De plus, une expression hâtive du gène nodal cause l’établissement de l’axe G-D plus rapidement que chez la larve pluteus.

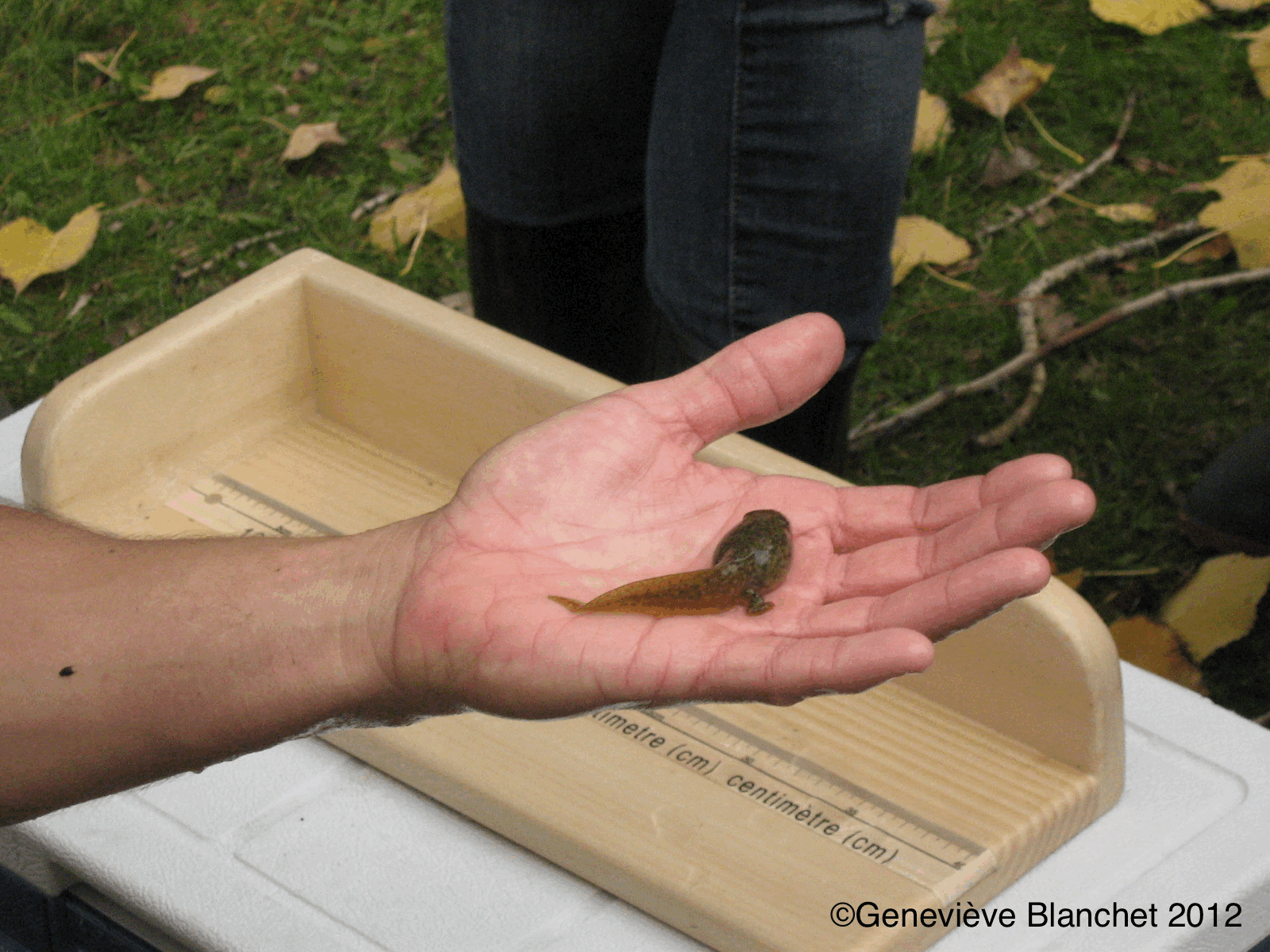
L'hormone thyroïdienne cause la résorption de la queue et l'apparition des membres chez la grenouille.

### Amphibiens
Les amphibiens possèdent également des larves. Chez les grenouilles, par exemple, le têtard est le stade larvaire. Ce qui est particulier chez les amphibiens, c’est que ce sont les hormones thyroïdiennes (TH) qui influencent tout le développement larvaire de façon direct ou indirect. C’est donc la modification de la production de TH et de son interaction avec les tissus qui a influencé l’évolution larvaire des amphibiens .
Certaines grenouilles ont perdu le stade larvaire (têtard), c'est-à-dire qu’elle possèdent une forme adulte lors de l’éclosion de leur œuf. C’est le cas de l’espèce Eleutherodactylus coqui qui utilise l’hormone thyroïdienne pendant son développement dans l’œuf pour se métamorphoser en forme adulte contrairement à la majorité des grenouilles qui se métamorphosent après leur stade larvaire. C’est un exemple d’hétérochronie dans l’utilisation de TH par les différents tissus. Lors de l'évolution, les tissus de l'embryon d'Eleutherodactylus coqui sont devenus sensibles aux TH avant même que sa propre glande thyroïdienne ne soit fonctionnelle. Par conséquent, l'embryon est sensible aux TH maternels dans l'œuf et peut s'y développer en forme adulte et ce, contrairement à la majorité des autres espèces de grenouilles qui dépendent sur leur propre production de TH pour passer au stade adulte. L’évolution des différentes espèces de têtards a donc été principalement causée par un changement de la période à laquelle les différents tissus, comme la queue du têtard, sont sensibles à la TH.

### Insectes

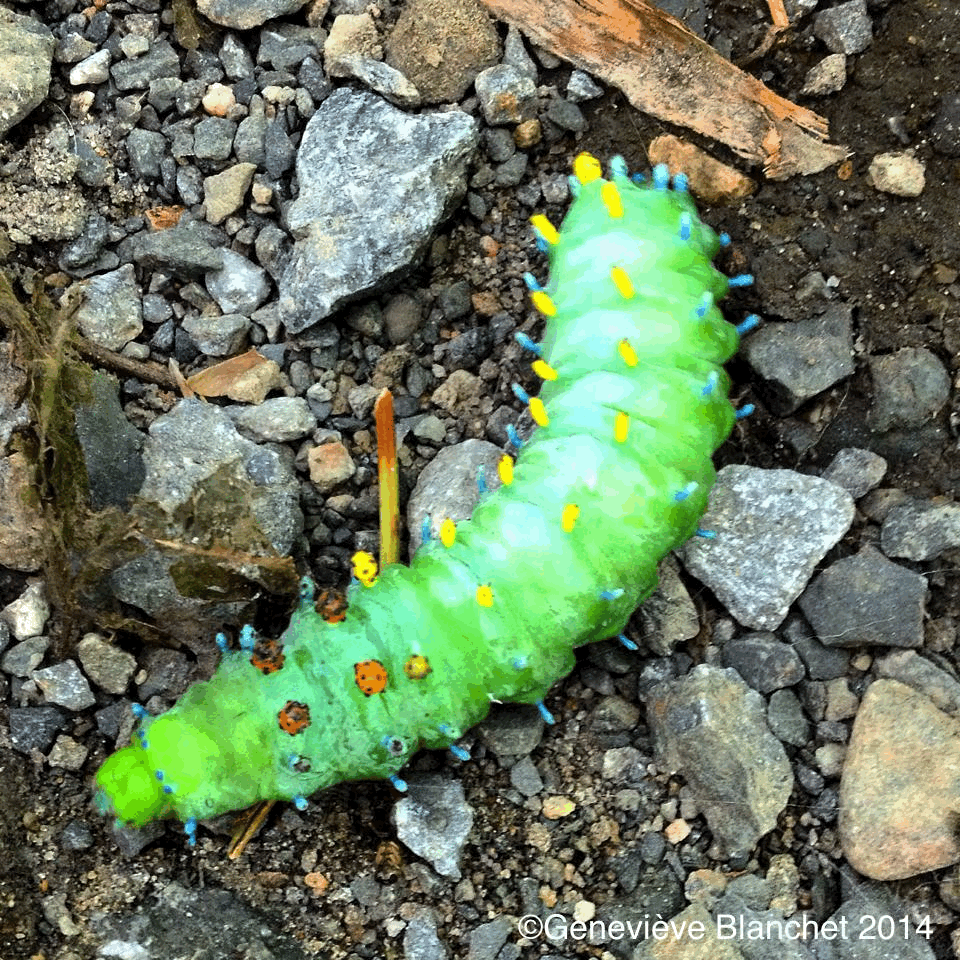
Larve dHyalophora cecropia (holométabole)

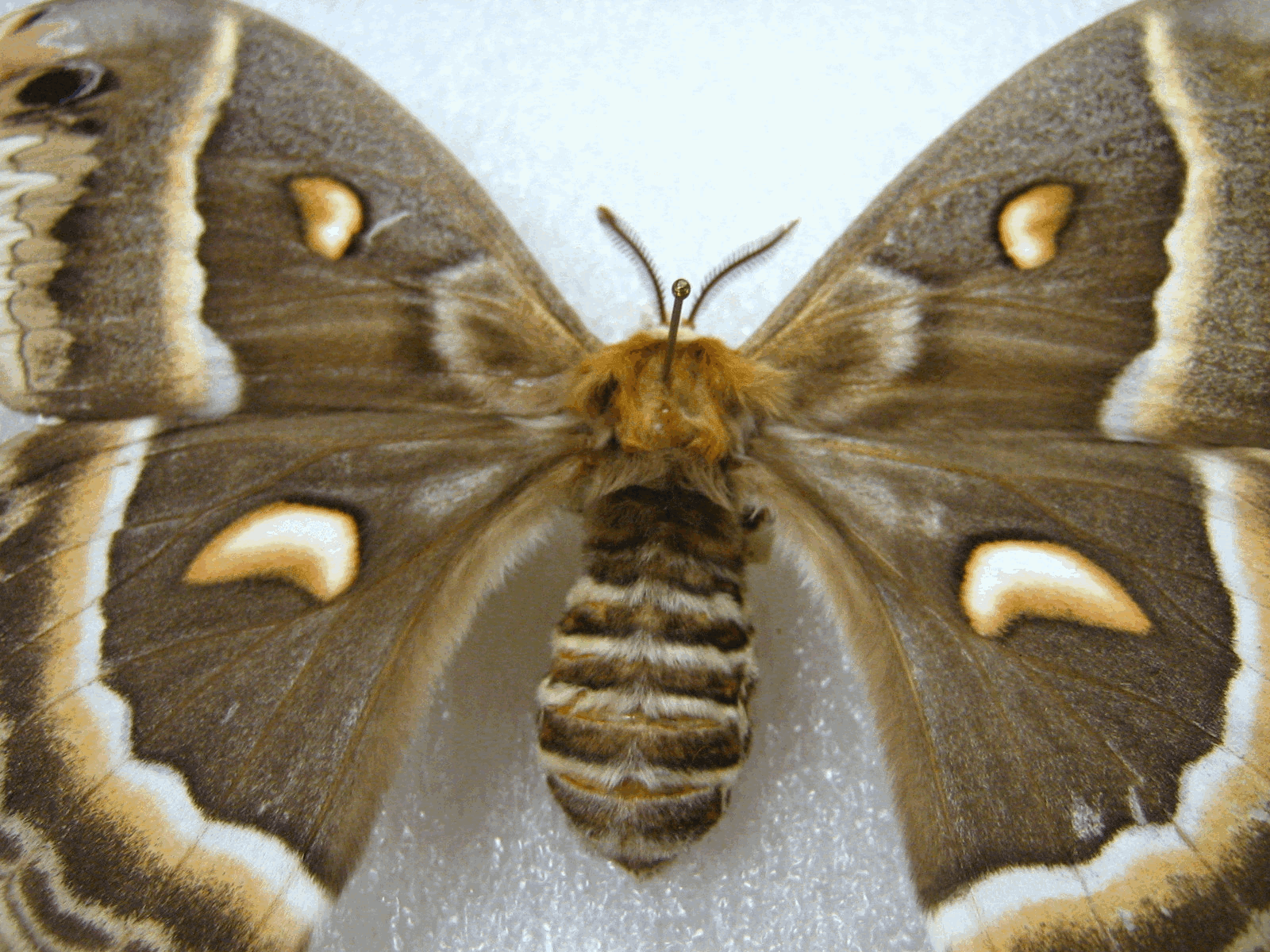
Forme adulte dHyalophora cecropia (holométabole)

Les insectes possèdent trois types de développements selon lesquels ils peuvent être classés sous le groupe amétabole, hémimétabole et holométabole,.
Les hémimétaboles naissent avec le plan corporel adulte ; c’est pourquoi ils ne sont pas appelés larves, mais plutôt juvéniles lors de leurs stades immatures. Les juvéniles n’ont pas d’ailes et leurs parties
génitales sont immatures. Ils doivent subir plusieurs mues afin de  devenir la forme adulte mature. Les amétaboles sont similaires aux hémimétaboles, mais la forme adulte ne possèdera simplement jamais d’ailes. Les holométaboles, tant qu’à eux, sont les espèces d’insectes qui naissent sous une forme larvaire et doivent subir une métamorphose complète pour passer au stade adulte. Les holométaboles peuvent subir plusieurs métamorphoses et avoir plusieurs stades larvaires. Lors de la dernière métamorphose entre le dernier stade larvaire et la forme adulte, la larve passe toujours par le stade de pupe.
Lors du Permien, les hémimétaboles auraient évolué les stades larvaires ce qui mena à l’apparition des holométaboles. Les fossiles démontrent qu’il y a eu une diminution dans le nombre de mues puis une apparition de nouveaux stades embryonnaires menant à une dissociation encore plus marquée de la croissance des ailes et des parties génitales chez le juvénile hémimétabole. Ce changement hétérochronique a mené au développement des larves holométaboles à partir des stages juvéniles des hémimétaboles. L’apparition de la larve holométabole a permis aux espèces de ce groupe d’exploiter  différentes ressources lors du stade larvaire et adulte. La différenciation du mode de vie de ces deux stades a permis une plus grande radiation des espèces holométaboles. En effet, la dissociation du stade juvénile et adulte en stade larvaire et adulte a permis une évolution indépendante de ces deux derniers. C’est ce qui est appelé l’évolution modulaire ; la larve et l’adulte subissent des pressions évolutives différentes ce qui cause l’évolution de nouvelles structures chez les deux stades indépendamment l’un de l’autre. C’est pourquoi il y a une grande variation morphologique entre les différentes larves holométaboles et leur stade adulte.

### Crustacés

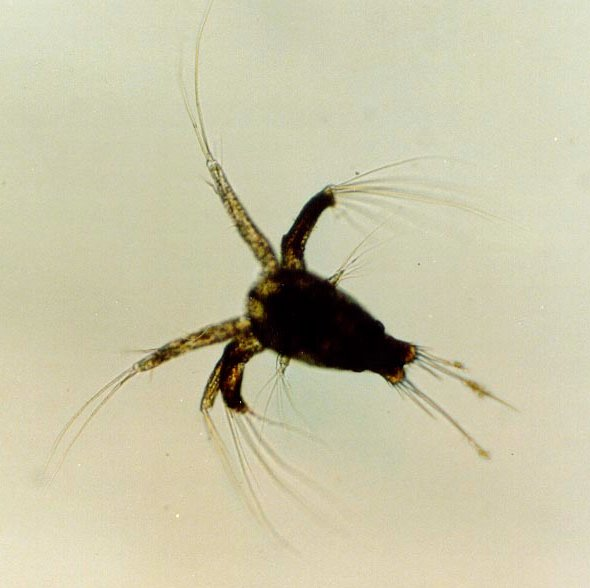
Premier stade larvaire de crevettes.

Les arthropodes tels que les crustacés doivent muer périodiquement afin de grandir et se développer. Leur développement comprend donc un cycle composé de plusieurs stades larvaires qui sont nécessaires avant de pouvoir se métamorphoser en juvénile et puis en adulte. Les conditions environnementales dans lesquelles se développe la larve peuvent affecter les processus de mue, de croissance et de développement pouvant entraîner des variations au nombre de stades larvaires ou des variations de la morphologie des larves au sein d’un même stade.
Chez certaines espèces d’arthropodes, il a été démontré que les mues et la métamorphose sont déclenchées une fois que la larve a atteint une certaine taille prédéterminée, aussi appelée « poids critique ». Les conditions environnementales qui peuvent ralentir la croissance ont tendance à prolonger le développement larvaire jusqu’à l’atteinte de ce seuil et, par conséquent, vont entraîner l’ajout de stades larvaires. Chez d’autres espèces d’arthropodes, le nombre de stades larvaires est fixe et la taille adulte va donc fortement dépendre des conditions environnementales.
Plusieurs recherches visent à comprendre l’influence de facteurs environnementaux sur le développement des crustacés. Notamment, une étude portant sur la crevette grise (Crangon crangon de l’infra-ordre Caridea) a tenté de décrire quel était l’impact de conditions d’élevage (densité larvaire, application d’antibiotiques, alimentation) et de variables écologiques (salinité) sur le développement larvaire et la survie de C. crangon. La crevette grise est un crustacé intensément exploité par les pêcheries côtières de la mer du Nord et joue donc un rôle économique important dans cette région. De plus, elle est également l’une des proies les plus fréquentes chez les populations de poissons exploitées à des fins commerciales telles que la plie et la morue. De nombreuses recherches ont été réalisées sur d’autres espèces de crevettes, mais les informations sur le développement et la croissance de C. crangon étaient manquantes. Pour réaliser l’étude, des crevettes femelles portant des œufs ont été récoltées près de l’île de Heligoland (Allemagne) et au large de la côte de la mer des Wadden. Lors des expérimentations, la mue et la mortalité des larves ont été vérifiées quotidiennement.

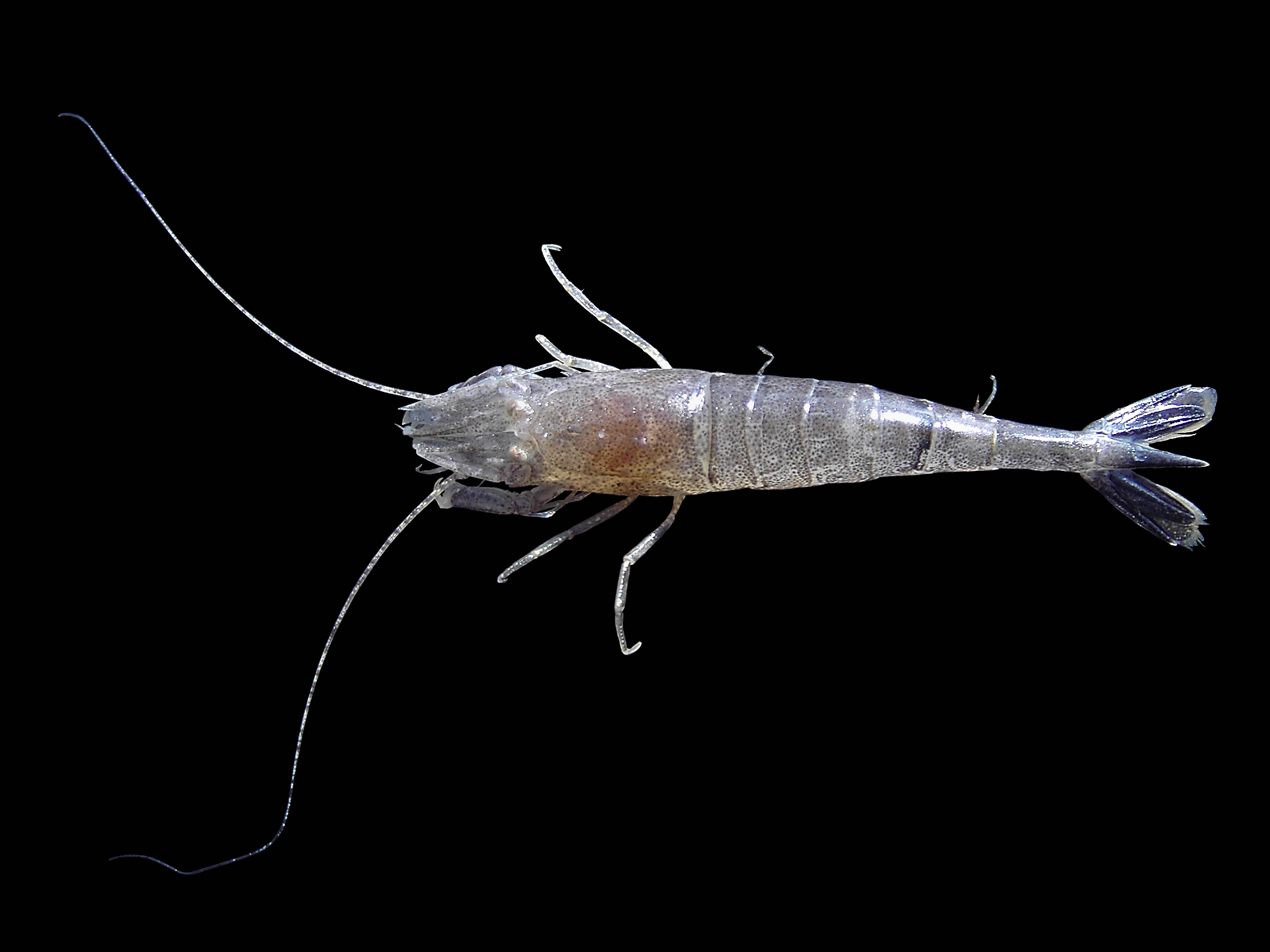
Forme adulte de la crevette Crangon crangon.

#### Alimentation
Trois types de régimes ont été testés, tous présentant les mêmes concentrations en nourriture. Des groupes de larves ont été nourris soit des artémies (brine shrimp), soit des rotifères ou un mélange des deux organismes. Le régime mixte a montré le plus haut taux de survie et les taux de mue les plus rapides tout au long du développement larvaire. Tandis que le taux de mues était systématiquement le plus lent chez les larves nourries exclusivement de rotifères. Ceci suggère qu’un mélange d’artémies et de rotifères est un meilleur régime que l’un ou l’autre de ces organismes. Probablement en raison de leur taille différente, l’expérience a démontré que les rotifères sont consommés surtout par les stades larvaires antérieurs, alors que les artémies sont favorisées par les stades ultérieurs.

#### Antibiotiques
Trois concentrations de streptomycine ont été testées : 10, 25 et 50 mg/mL. La concentration la plus élevée avait des effets toxiques engendrant une diminution de la survie et un retard des mues. Les concentrations plus faibles ont affecté les voies de développement des larves. Tandis que le groupe contrôle a montré cinq stades larvaires suivis d’une métamorphose vers le stade juvénile, la streptomycine a augmenté les variations de la morphologie des larves, c’est-à-dire des larves au même stade présentaient des formes différentes. Face à la streptomycine, les larves ont présenté des réponses principalement négatives, surtout dans leur morphogenèse.

#### Densité larvaire
La densité larvaire, soit la quantité de larves dans un espace donné, a été étudiée en créant des élevages à 12, 15, 25 et 50 individus pour 500 cm3. Avec l’augmentation de la densité, le temps de développement avait aussi tendance à augmenter, entraînant une augmentation du nombre de stades larvaires. Dans les élevages plus denses, la présence de formes variables était nettement plus élevée que lorsque les larves étaient élevées individuellement. La morphologie des larves pourrait donc être un meilleur indicateur des conditions environnementales que la mortalité ou les taux de mue et l’élevage individuel serait la technique de culture la plus appropriée pour les larves de la crevette grise.

#### Salinité
Parmi les six salinités testées (1, 1.5, 2, 2.5, 3.2 et 3.7 %), les deux salinités les plus basses ont entraîné une mortalité complète au premier stade larvaire chez les crevettes. Les meilleurs résultats ont été obtenus à une salinité de 3.2 %. Les salinités inférieures et supérieures ont entraîné des taux de survie systématiquement inférieurs ainsi qu’une augmentation du temps de développement dans les différents stades. Seul un intervalle de salinité étroit peut permettre le développement des larves et une salinité variant de 3.2 %, soit celle correspondante à leurs conditions environnementales naturelles près de Heligoland, demeure généralement négatif.

#### Température
La majorité des études évaluant l’influence de l’environnement, en particulier la température, sur le développement des arthropodes se sont concentrées sur les insectes, notamment les parasites et les espèces modèles. L’augmentation de l’exploitation commerciale des espèces de crustacés en aquaculture oblige cependant les chercheurs à mieux comprendre les phases larvaires des crustacés qui peuvent être affectés par la température. Une autre étude a cherché à comprendre quelle est l’influence la variation de température sur le nombre de stades larvaires et sur le temps de développement des larves de la crevette Palaemonetes varians, appartenant aussi à l’infra-ordre Caridea.
Afin d’étudier l’effet de la température, 30 crevettes femelles P. varians portant des œufs ont été récoltées près de Lymington (Hampshire, Royaume-Uni) et maintenues à des conditions similaires à leur environnement naturel. Les larves nouvellement écloses ont été isolées et transférées dans des incubateurs à température contrôlée pour être élevées à 15, 20 ou 25 °C, représentant l’intervalle de températures où les larves demeurent viables. La mortalité et le développement larvaire comprenant la mue et les changements morphologiques étaient vérifiés quotidiennement.
Selon les résultats obtenus, avec une augmentation de la température, le développement des crevettes présentait moins de stades larvaires. La voie de développement dominante était donc de cinq stades larvaires à 15 et 20 °C et de quatre stades à 25 °C. En tout, le nombre des larves se développant en six stades était inférieur à 1 %. Le temps de développement entre chaque stade a également considérablement diminué avec l’augmentation de la température. De plus, le taux de croissance de la larve ainsi que la taille de l’individu une fois métamorphosé en juvénile a augmenté avec la température. L’expérience démontre que, face à une température élevée, les larves de P. varians ont tendance à omettre des stades larvaires alors que, face à une température basse, des stades larvaires supplémentaires peuvent se présenter au cours du développement. Avec l’augmentation de la température, des taux de croissance et de développement plus élevés permettent probablement une métamorphose plus précoce, c’est-à-dire que les larves se sont suffisamment développées au stade 4 pour muer en juvénile. À des températures plus basses, des stades supplémentaires ont été observés, suggérant que la morphogenèse et la croissance entre les stades larvaires étaient retardées.
La présence de conditions non optimales telles que la densité larvaire, la présence d’antibiotiques, l’alimentation inadaptée, la salinité et les températures extrêmes ont tendance à affecter le nombre de stades larvaires et de formes morphologiques. Ces études démontrent que la variabilité morphologique des larves crevettes peuvent être influencées par des facteurs écologiques et d’élevage. Cette variabilité est probablement normale dans le développement larvaire des crevettes et elle reflète des différences mineures dans les conditions environnementales.